# Кадырово (Илишевский район)
Кадырово (баш. Ҡәҙер) — село в Илишевском районе Башкортостана, административный центр Кадыровского сельсовета.

## Географическое положение
Расстояние до:
- районного центра (Верхнеяркеево): 20 км,
- ближайшей ж/д станции (Буздяк): 127 км.

## История
Основано башкирами Булярской волости Казанской дороги на собственных вотчинных землях. Названо по имени волостного старшины Кадыргула Касимова.

## Население
| 2002 | 2009 | 2010 |
| ---- | ---- | ---- |
| 832  | ↗850 | ↘754 |

Национальный состав
Согласно переписи 2002 года, преобладающая национальность — башкиры (93 %).

## Люди, связанные с селом
- Узбек Назихович Зайнашев (1919—1986) — депутат Верховного Совета СССР.